# Campeonato Asiático de Judo de 2017
El XXVII Campeonato Asiático de Judo se celebró en Hong Kong (China) entre el 26 y el 27 de mayo de 2017 bajo la organización de la Unión Asiática de Judo.
En total se disputaron catorce pruebas diferentes, siete masculinas y siete femeninas.

## Resultados

### Masculino
| Evento  | Oro                               | Plata                          | Bronce                                                                |
| ------- | --------------------------------- | ------------------------------ | --------------------------------------------------------------------- |
| –60 kg  | Naohisa Takato Japón              | Mohamad Rashnonezhad Irán      | Pak Yong-Nam Corea del Norte Mujriddin Tilovov Uzbekistán             |
| –66 kg  | An Ba-Ul Corea del Sur            | Yeldos Zhumakanov · Kazajistán | Taroh Fujisaka Japón Ganbold Jerlen Mongolia                          |
| –73 kg  | An Chang-Rim Corea del Sur        | Ganbaataryn Odbayar Mongolia   | Zhansai Smagulov · Kazajistán · Arata Tatsukawa · Japón               |
| –81 kg  | Sotaro Fujiwara Japón             | Saeid Molaei Irán              | Lee Moon-Jin · Corea del Sur · Vladimir Zoloev · Kirguistán           |
| –90 kg  | Komronshoj Ustopiriyon Tayikistán | Islam Bozbayev · Kazajistán    | Mujammadkarim Jurramov Uzbekistán Shoichiro Mukai Japón               |
| –100 kg | Maxim Rákov · Kazajistán          | Kim Hyeon-Cheol Corea del Sur  | Bunddorj Janchivdorj Mongolia Sherali Juraev Uzbekistán               |
| +100 kg | Kim Sung-Min Corea del Sur        | Ryu Shichinohe Japón           | Ölziibayaryn Duurenbayar · Mongolia · Iurii Krakovetskii · Kirguistán |

### Femenino
| Evento | Oro                            | Plata                               | Bronce                                                         |
| ------ | ------------------------------ | ----------------------------------- | -------------------------------------------------------------- |
| –48 kg | Mönjbatyn Urantsetseg Mongolia | Otgontsetseg Galbadraj · Kazajistán | Jeong Bo-Kyeong Corea del Sur Kang Yu-Jeong Corea del Sur      |
| –52 kg | Ai Shishime Japón              | Chintogtoj Azzaya Mongolia          | Park Da-Sol Corea del Sur Wang Xin China                       |
| –57 kg | Tsukasa Yoshida Japón          | Kwon You-Jeong Corea del Sur        | Lien Chen-ling China Taipéi Lu Tongjuan China                  |
| –63 kg | Nami Nabekura Japón            | Baldorzhiin Möngönchimeg Mongolia   | Bold Ganjaich Mongolia Kim Ji-Jeong Corea del Sur              |
| –70 kg | Yoko Ono Japón                 | Kim Seong-Yeon Corea del Sur        | Zere Bektaskyzy · Kazajistán · Hong Son-Yong · Corea del Norte |
| –78 kg | Shori Hamada Japón             | Ma Zhenzhao China                   | Lee Jeong-Yun Corea del Sur Park Yu-Jin Corea del Sur          |
| +78 kg | Nami Inamori Japón             | Kim Min-Jeong Corea del Sur         | Battulgyn Mönjtuyaa · Mongolia · Gulzhan Isanova · Kazajistán  |

## Medallero
| Núm. | País            | Oro | Plata | Bronce | Total |
| ---- | --------------- | --- | ----- | ------ | ----- |
| 1    | Japón           | 8   | 1     | 3      | 12    |
| 2    | Corea del Sur   | 3   | 4     | 7      | 14    |
| 3    | Mongolia        | 1   | 3     | 5      | 9     |
| 4    | Kazajistán      | 1   | 3     | 3      | 7     |
| 5    | Tayikistán      | 1   | 0     | 0      | 1     |
| 6    | Irán            | 0   | 2     | 0      | 2     |
| 7    | China           | 0   | 1     | 2      | 3     |
| 8    | Uzbekistán      | 0   | 0     | 3      | 3     |
| 9    | Corea del Norte | 0   | 0     | 2      | 2     |
| 9    | Kirguistán      | 0   | 0     | 2      | 2     |
| 11   | China Taipéi    | 0   | 0     | 1      | 1     |
|      | TOTAL           | 14  | 14    | 28     | 56    |